# Пегель, Владимир Антонович
Владимир Антонович Пегель (4 (17) декабря 1906, Нижний Новгород — 1989, Томск) — советский учёный-биолог и педагог высшей школы, профессор, доктор биологических наук, Заслуженный деятель науки РСФСР.

## Биография
В 1907 году с родителями переехал на постоянное место жительства в Сибирь, отец планировал заняться сельским хозяйством, но, приехав в Томск, устроился слесарем-электромонтером в ещё строившуюся Томскую окружную лечебницу для душевнобольных (ныне — Томская областная психиатрическая больница). В 1925 году в посёлке при больнице Владимир окончил школу.
Окончил в 1930 году Томский государственный университет (ТГУ) по специальности «физиология животных». Ученик Б. И. Баяндурова. Во время учёбы также активно занимался общественной работой. Работал в комиссиях по пересмотру программ, учебных планов, методов преподавания, был председателем биологической секции физико-математического научно-производственного студенческого кружка. Ещё студентом 5-го курса вёл практические занятия по физиологии для студентов, преподавал на рабфаке.
В 1932 вышла первая научная статья В. А. Пегеля «Условный рефлекс у лягушки и трофическая функция головного мозга».
После выделения из состава Университета медицинского факультета в самостоятельный Медицинский институт (1930) В. А. Пегелю была поручена организация и заведование кабинетом биологии. В дальнейшем Владимир Антонович сыграл решающую роль в развитии биологии и физиологии в Томском государственном университете. В 1935 году кабинет был преобразован в кабинет физиологии, а в 1938 году В. А. Пегель создал кафедру физиологии человека и животных. Заведовал кафедрой с 1938 по 1982 год. Кандидат наук (1938), степень присвоена без защиты диссертации по совокупности опубликованных работ.
Основные научные интересы были связаны с изучением физиологии пищеварения рыб, динамики и соотношения функций при различных воздействиях на организм, электрогенеза внутренних органов, физиологического действия радиоизлучений на организм и др.
С 1942 года — проректор по учебной работе ТГУ, с 1945 года — проректор по научной работе, доктор биологических наук (1945), профессор (1946). С 6 декабря 1960 года по 3 января 1961 года — и. о. ректора ТГУ имени В. В. Куйбышева.
С 1969 по 1979 годы — директор НИИ биологии и биофизики ТГУ. Научно-исследовательский институт биологии и биофизики при ТГУ был создан в 1968 году на основании приказа Министра высшего образования РСФСР от 23 апреля 1968 г. № 153 во исполнение Постановления Совета Министров РСФСР от 2 апреля 1968 г. № 203.
С 1963 года на кафедре началась подготовка специалистов-биофизиков, которые получали углубленные знания по физике, математике, химии, молекулярной биологии и радиотехнике.
Архив В. А. Пегеля хранится в Музее истории ТГУ.

## Научная деятельность
Создал научную школу в области физиологии. Его учениками, в частности, являются известный специалист в области радиобиологии, доктор биологических наук Галина Александровна Докшина (1930—1991), крупный специалист в области физиологии спортивной и трудовой деятельности профессор Степан Михайлович Ксенц, известный специалист в области физиологии пищеварения профессор Вера Ивановна Гриднева и др.

## Награды
- Орден Ленина
- Орден Трудового Красного Знамени